# Sufe Bradshaw
Sufe Bradshaw (Chicago, 16 aprile 1986) è un'attrice statunitense.
È nota soprattutto per la sua interpretazione della segretaria Sue Wilson nella serie televisiva di HBO Veep.

## Biografia
Bradshaw ha recitato come guest star in diverse serie televisive, tra cui Prison Break, Cold Case - Delitti irrisolti, E.R. - Medici in prima linea, Southland, FlashForward, Bones e Rizzoli & Isles. Ha avuto un ruolo minore nel film Star Trek del 2009.
Dal 2012 fa parte del cast principale della serie di HBO Veep - Vicepresidente incompetente, nella quale interpreta il ruolo della segretaria Sue Wilson, che le ha valso due candidature agli Screen Actors Guild Award all'interno della categoria "miglior cast in una serie commedia".

## Filmografia

### Cinema
- Speechless, regia di Blu Fox (2006)
- Black Woman's Guide to Finding a Good Man, regia di Malik Barnhardt (2007)
- The Lost Nomads: Get Lost!, regia di Ty Clancey (2009)
- Star Trek, regia di J. J. Abrams (2009)
- Dance Flick, regia di Damien Dante Wayans (2009)
- Overnight, regia di Valerie Breiman (2012)
- Imperial Dreams, regia di Malik Vitthal (2014)
- Crossroads, regia di Rydell Danzie (2014)
- Where the Bad Kids Go, regia di Ben Browder (2015)
- Dysfunktion, regia di Ryan LeMasters (2016)
- Murder Mystery, regia di Kyle Newacheck (2019)

### Televisione
- Yo Momma - serie TV, 1 episodio (2006)
- Mr. Jackson's Neighborhood, regia di Nathan Marshall - film TV (2007)
- Mind of Mencia - serie TV, 1 episodio (2008)
- Cold Case - Delitti irrisolti (Cold Case) - serie TV, 1 episodio (2008)
- Trust Me - serie TV, 1 episodio (2009)
- E.R. - Medici in prima linea (ER) - serie TV, 1 episodio (2009)
- Southland - serie TV, 1 episodio (2009)
- Prison Break - serie TV, 2 episodi (2009)
- Prison Break: The Final Break, regia di Kevin Hooks e Brad Turner - film TV (2009)
- FlashForward - serie TV, 1 episodio (2009)
- Bones - serie TV, 1 episodio (2009)
- Hard Times - Tempi duri per RJ Berger (The Hard Times of RJ Berger) - serie TV, 1 episodio (2010)
- Un nuovo look per Pete (Fixing Pete), regia di Michael Grossman - film TV (2011)
- Veep - Vicepresidente incompetente (Veep) - serie TV, 38 episodi (2012-2019)
- Rizzoli & Isles - serie TV, 1 episodio (2014)